# 埃德加·馬丁尼茲
埃德加·馬丁尼茲（英語：Edgar Martínez，1963年1月2日—），綽號「Gar」和「Papi」，為美國棒球運動員，職業生涯皆效力於美國職棒大聯盟西雅圖水手，擔任三壘手與指定打擊。2015年至2018年，馬丁尼茲擔任水手隊的打擊教練。
馬丁尼茲生涯共入選7次明星賽，拿下5座銀棒獎和2次打擊王。歷史上只有18位球員生涯打擊率突破3成、上壘率超過4成以及長打率超過5成，而馬丁尼茲便是其中一人。水手在2017年將他的11號球衣退休，而他也在2019年入選名人堂。

## 職業生涯
1987年，馬丁尼茲登上大聯盟。該年他出賽13場比賽，打擊率為3成72。不過球隊仍讓Jim Presley擔任先發三壘手，因此馬丁尼茲隔年開季從3A出發。該年他在大聯盟出賽14場比賽，打擊率為2成81。
1989年，馬丁尼茲成為球隊先發三壘手，但他在5月因表現不佳被下放。他在小聯盟的打擊率高達3成45，在大聯盟卻只有2成40。球季結束後，他去參加波多黎各冬季聯盟，並拿下聯盟MVP。
1990年，他和水手隊簽下1年合約。球隊讓Darrell Coles擔任先發三壘手，結果他在前6場比賽就發生5次守備失誤。這年馬丁尼茲出賽144場比賽，打擊率3成02為全隊最高。1991年，他和球隊續簽2年合約。7月份他拿下美聯單週最佳球員，他整季的打擊三圍.307/.405/.452全數寫下生涯新高。1992年，馬丁尼茲首次入選明星賽，並在7月和8月再次拿下美聯單週最佳球員。後來球隊端出3年1000萬美元的合約綁住馬丁尼茲，成為當時隊史最大合約。這年馬丁尼茲以3成43的打擊率拿下打擊王，也是水手隊史第一人。同年他還拿下銀棒獎，敲出的二壘安打數還是球隊創隊以來單季最高。
1993年，馬丁尼茲在開季前受傷，導致他缺席前42場比賽。接著他在球季結束前又受傷兩次。1994年，他在球季首場比賽的首打席就被觸身球打中退場。這兩年他只出賽131場比賽，並開始慢慢成為指定打擊。
1995年，馬丁尼茲首度擔任全職指定打擊。他在6月以4成02的打擊率拿下美聯單月最佳球員，並成功入選明星賽。球季結束後，他以3成56的打擊率拿下第二座打擊王。他在美聯MVP票選上拿下第三名，僅次於Mo Vaughn和亞伯特·貝爾。這年他拿下第二座銀棒獎，以及第一座傑出指定打擊獎。
1995年美國聯盟分區賽，馬丁尼茲在5場比賽的打擊率高達5成71。他在第四場接連敲出3分砲和滿貫砲幫助球隊追平系列賽。第五場，馬丁尼茲在9局下落後一分時敲出再見2分打點的二壘安打。水手也闖進隊史首次的美聯冠軍賽，可惜最後他們以2勝4敗輸給印地安人。

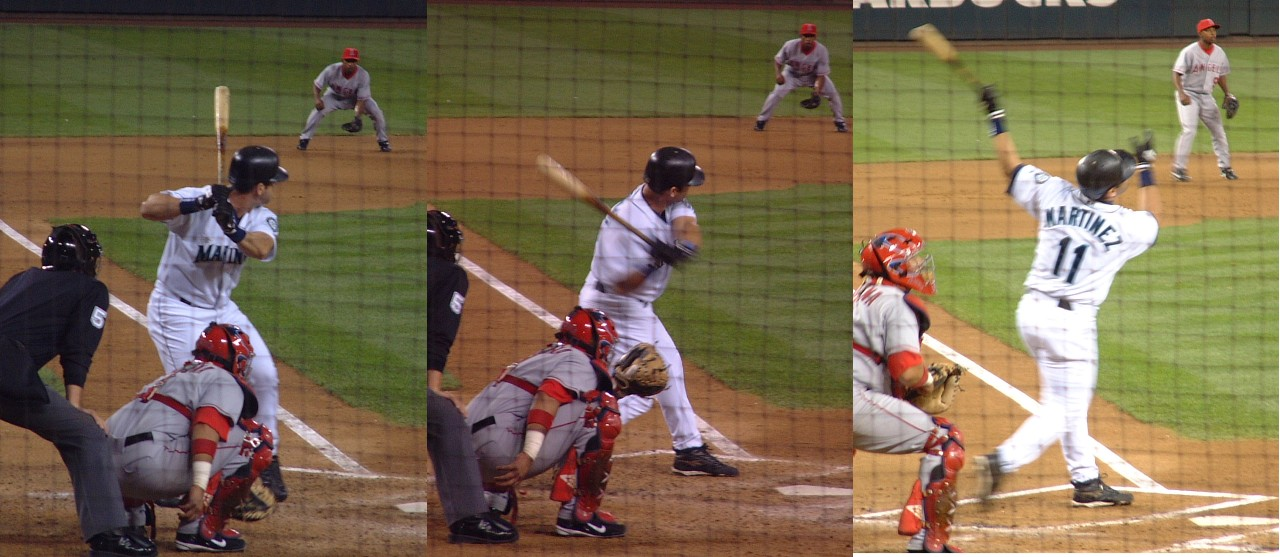
2004年的馬丁尼茲

1996年，馬丁尼茲繳出3成27的打擊率，再次入選明星賽。8月21日，他敲出生涯1000安。1997年，他不僅入選明星賽，還再度拿下銀棒獎。這年他的打擊率為3成30，球隊也成功闖進季後賽，不過在分區賽便以1勝3敗輸給金鶯。1998年，馬丁尼茲的打擊率為3成20，並敲出29轟。
1999年，馬丁尼茲被診斷出患有斜視。他在8月14日敲出生涯1500安，整季他的打擊率3成37為美聯第一。2000年，馬丁尼茲敲出37轟與聯盟最多的145分打點。雖然水手再度挺進季後賽，卻在聯盟冠軍賽輸給洋基。馬丁尼茲後來在MVP票選上拿下第6名。
2001年，馬丁尼茲再度入選明星賽，這年他的打擊率為3成06，並打回116分打點。水手在這年拿下大聯盟史上最多的單季116勝，分區賽馬丁尼茲繳出3成13的打擊率，但他在聯盟冠軍賽的打擊率卻只有1成30，結果水手意外輸給洋基。不過馬丁尼茲還是拿下銀棒獎和傑出指定打擊獎。
2002年，馬丁尼茲受到腳傷影響僅出賽97場比賽。整季打擊率為2成77。2003年上半季，他的打擊率為3成04，並成功入選明星賽。5月2日，他敲出生涯2000安。他在9月因自打球擊中腳而提前報銷，最後他整季打擊率為2成94，並敲出24轟，還拿下第五座銀棒獎。
2004年，馬丁尼茲再因背傷、腳傷和視力模糊等問題所苦。水手的戰績也一落千丈，球季末球隊拉上另一名指定打擊Bucky Jacobsen取代馬丁尼茲的位置。後來他在8月9日宣布退休，並表示這決定雖然艱難但他並不後悔。球季結束後，他拿下羅伯托·克萊門特獎。
2015年6月20日，水手隊宣布馬丁尼茲將接任成為球隊的打擊教練。在馬丁尼茲的指導下，球隊平均打擊率上升0.27個百分點，全場平均得分也多了1.2分。儘管球隊總管在季中開除總教練，不過他決定留下馬丁尼茲。而馬丁尼茲一直指導後進到2018年，並決定陪伴家人而宣布退休。

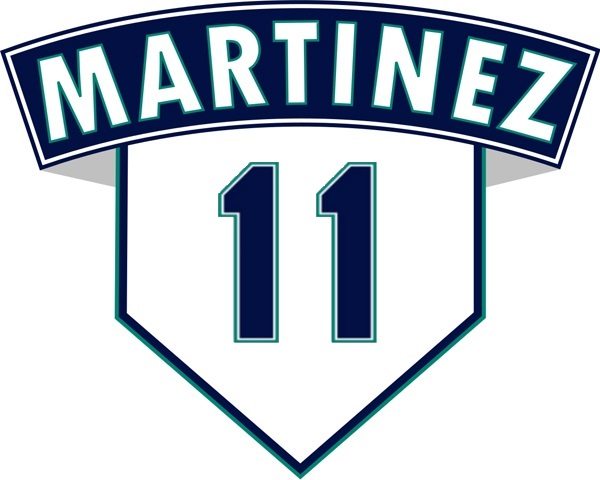
2017年，水手隊將馬丁尼茲的11號球衣永久退休。

馬丁尼茲從2010年開始便有了名人堂票選資格，他在首年的得票率為36.2%。2019年，他在最後一次的機會獲得85.4%的得票率，成功入選名人堂。2021年，水手隊在新主場外設立一座馬丁尼茲的塑像。

## 生涯打擊成績
| 出賽次數 | 打席 | 打數 | 得分 | 安打 | 二安 | 三安 | 全壘打 | 打點 | 盜壘 | 保送 | 三振 | 打擊率 | 上壘率 | 長打率 | OPS  |
| -------- | ---- | ---- | ---- | ---- | ---- | ---- | ------ | ---- | ---- | ---- | ---- | ------ | ------ | ------ | ---- |
| 2055     | 8674 | 7213 | 1219 | 2247 | 514  | 15   | 309    | 1261 | 49   | 1283 | 1202 | .312   | .418   | .515   | .933 |

## 個人生活

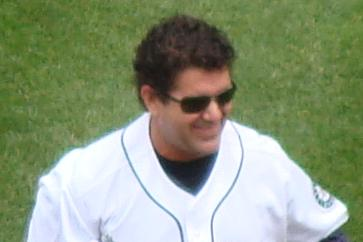
2009年的馬丁尼茲

馬丁尼茲在1992年10月結婚，並育有3名子女。

## 外部連結
- 球員資訊和成績在MLB，ESPN，Baseball-Reference，Fangraphs（英文）
- Martínez 埃德加·馬丁尼茲在台灣棒球維基館上的頁面（繁體中文）

| 奖项与成就                                                     | 奖项与成就                                                   | 奖项与成就                                               |
| -------------------------------------------------------------- | ------------------------------------------------------------ | -------------------------------------------------------- |
| 前任： 克爾比·帕基特 曼尼·拉米瑞茲 傑梅恩·戴伊 阿方索·索利安諾 | 美聯單月最佳球員 1992年7月&8月 1995年6月 2000年5月 2003年5月 | 繼任： 法蘭克·湯瑪斯 蓋瑞·安德森 亞伯特·貝爾 傑森·吉昂比 |